# Blockeringen av Suezkanalen 2021
Blockeringen av Suezkanalen 2021 var en fartygsolycka i mars 2021 i Suezkanalen, efter det att containerfartyget M/V Ever Given kommit ur kurs och fastnat på snedden i båda kanalstränderna. Blockeringen hindrade andra fartyg från att passera.
Omkring 50 fartyg per dag passerar genom kanalen, med last motsvarande 10–12 procent av världshandeln volymmässigt. Där kanalen inte har dubbla farleder körs trafiken i konvojer, med  växlande riktning.

## Grundstötning i Suezkanalen

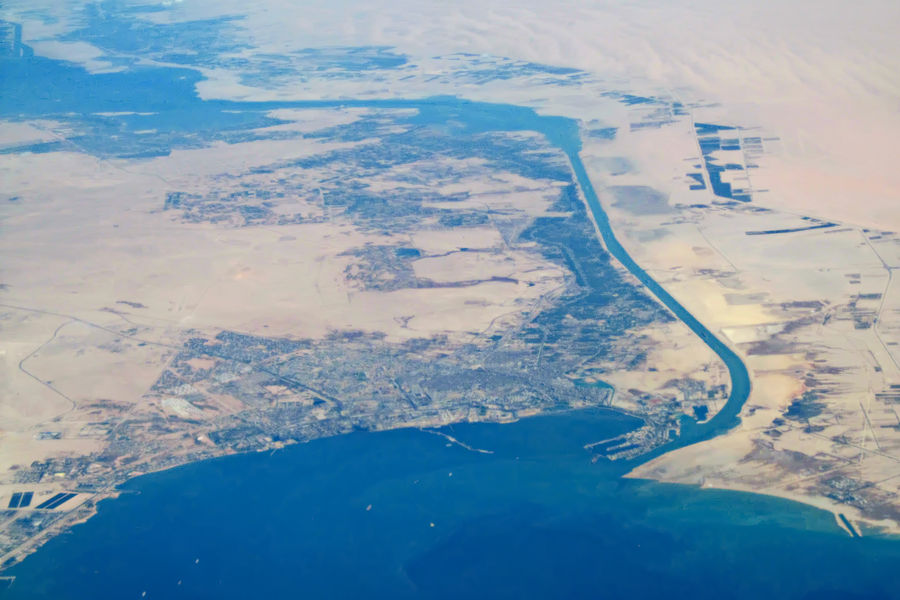
Suezkanalen sedd norrut med staden Suez närmast i bilden. Bittersjöarna syns i övre delen av bilden.

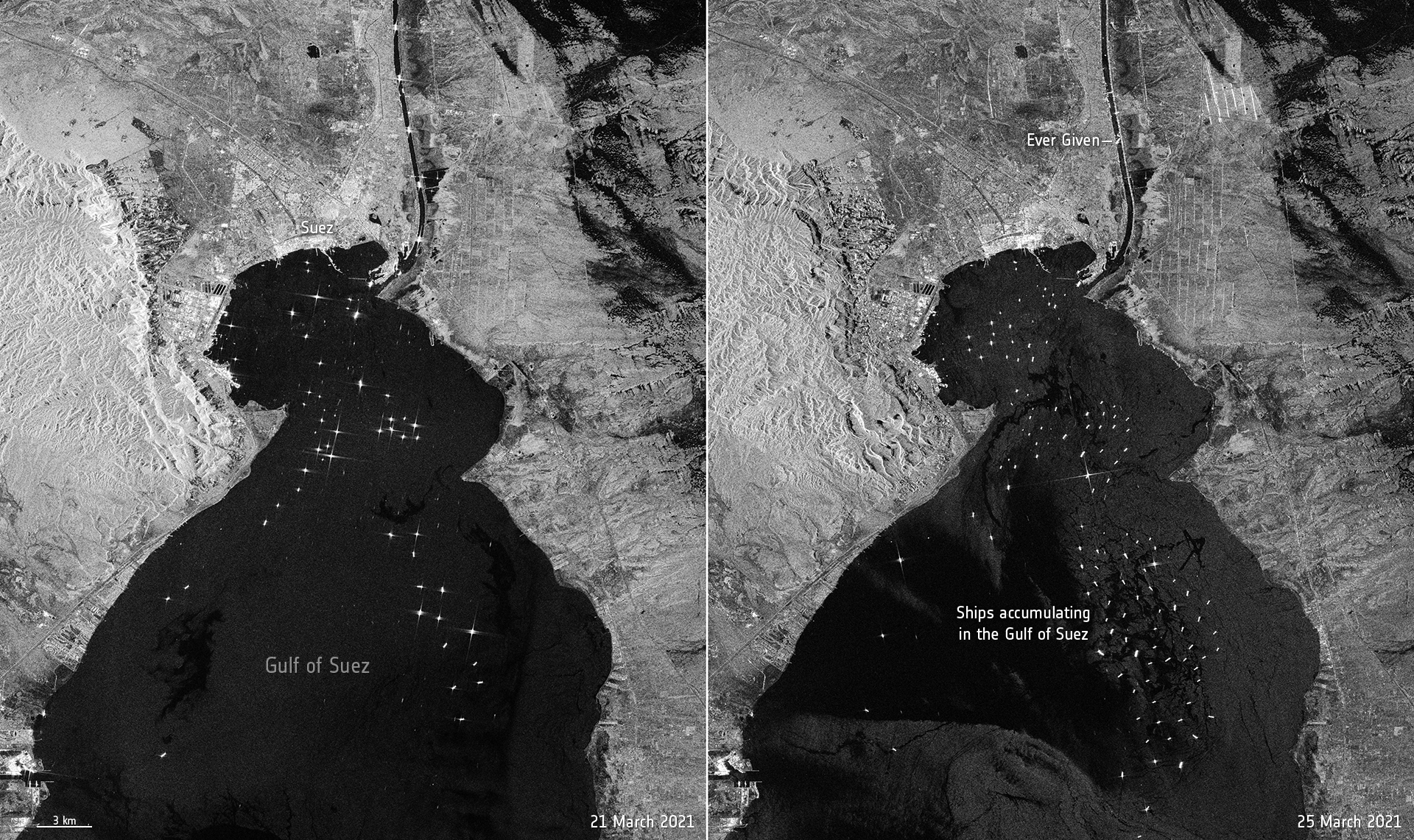
Fartygskö utanför staden Suez den 21 mars respektive den 25 mars 2021

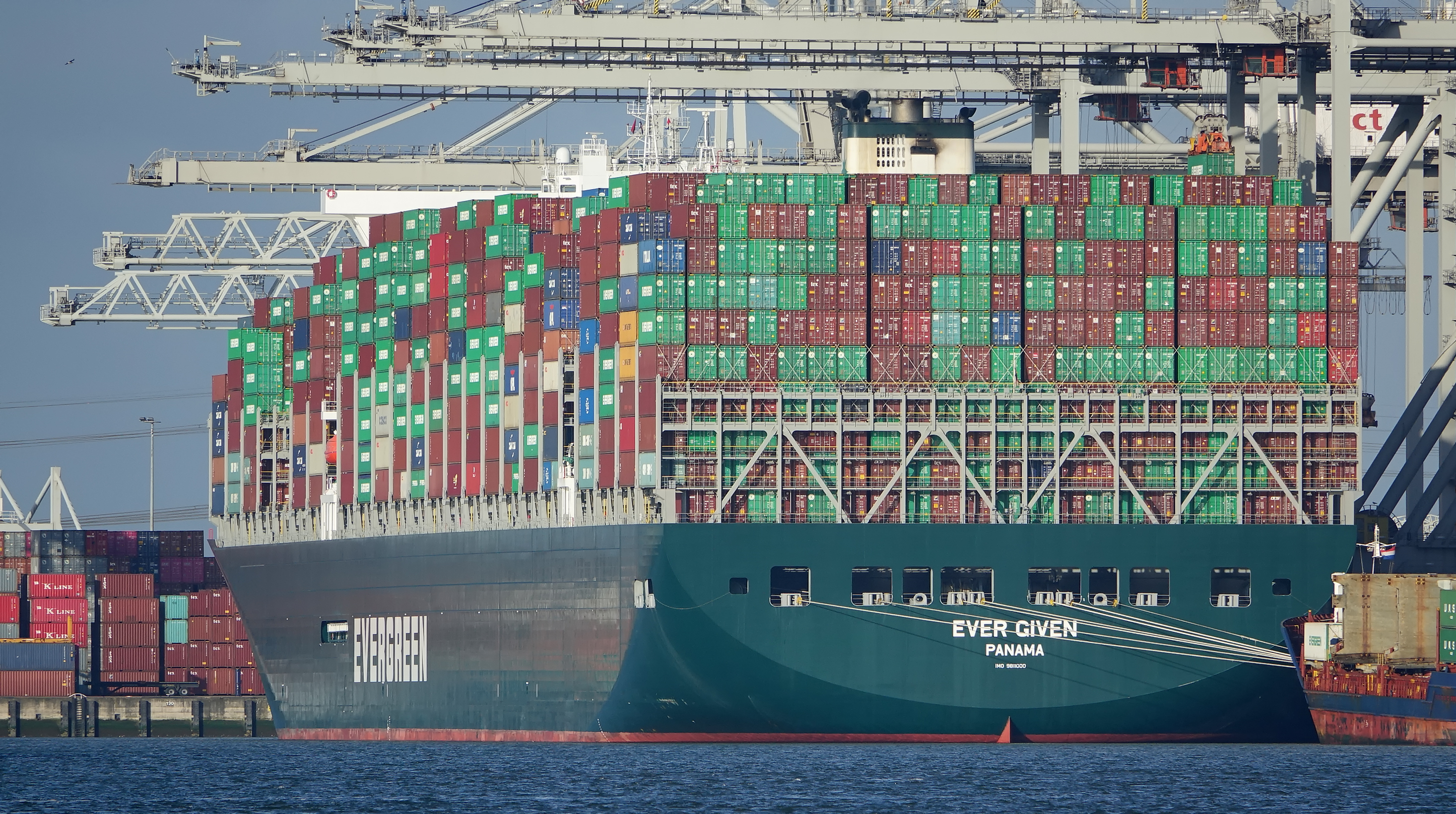
M/V Ever Given i Mississippihamnen i Rotterdams hamn, 2020

Den 23 mars 2021 klockan 04:17 UTC grundstötte M/V Ever Given, med två kanallotsar och en indisk besättning på 23 personer, i den 193 kilometer långa och på vissa sträckor omkring 200 meter breda Suezkanalen. Fartyget var då på väg från Kina och Taiwan, och närmast från Tanjung Pelepas hamn i Malaysia, till Rotterdam. Vid grundstötningen vreds fartyget sidledes på grund av sidvind och blockerade kanalen. Det rådde vid tillfället sandstorm med dålig sikt och vinden beräknas ha varit upp till 20,5 meter per sekund i byarna (= "hård vind"). Ingen uppgift finns om mekaniska eller motorfel.
Fartyget var det femte i en konvoj norrut med 15 fartyg bakom sig. Omedelbart bakom, på en sjömils avstånd, låg Mærsks containerfartyg Maersk Denver med  6 200 TEU och bakom henne bulkfartyget Asia Ruby III på 63 000 dödviktton, men dessa klarade sig från incidenten utan att kollidera. Grundstötningen stoppade trafiken och ledde till att fler än hundra fartyg fastnade i köer på kort tid.
Olyckan inträffade vid byn Madama ungefär 15 kilometer norr om Suez i den södra delen av kanalen på en sträcka, där det endast finns en farled. Åtta bogserbåtar från Suez Canal Authority och Svitzer, som var lokalt tillgängliga, sattes in för att omedelbart försöka dra M/V Ever Given loss, men försöken misslyckades. Både för och akter hade fastnat i kanalbankarnas sand, varför också grävning av sand och muddringsarbeten påbörjades, samtidigt som fler och större bogserbåtar med ett pollaredrag på 400 ton vardera rekvirerades.

## Fartyget
M/V Ever Given är ett japanskt containerfartyg. Det ägs av det japanska finansföretaget Shoei Kise Kaisha, som är ett dotterbolag till varvsföretaget Imabari Shipbuilding, som byggt fartyget. Det drivs under långleasingkontrakt av det taiwanesiska containerrederiet Evergreen Marine och seglar under panamansk flagg. Fartyget levererades från varvet 2018, är 400 meter långt, lastar 20 124 TEU (20-fotsekvivalenter) och är ett av världens största containerfartyg. Ett särskilt tillstånd krävs för att fartyg längre än 400 meter ska få passera Suezkanalen.

## Åtgärder efter olyckan
Fartyget fastnade på snedden i sand på kanalkanterna på bägge sidor om kanalen. Kanalen är omkring 200 meter bred och har sluttande sidor runt farleden i mitten.
Omkring åtta lokalt tillgängliga hamnbogserbåtar från Suez Canal Authority och Svitzer försökte omedelbart få fartyget flott, efter det att fartygets nio tusen ton ballastvatten pumpats ut, utan att kunna rubba det. Grävning runt bogen igångsattes också på en gång och något senare muddring kring förskeppet. Kanalmyndigheten uppskattade att sediment och sand ner till 18 meters djup kunde behöva muddras.
Det nederländska företaget Smit Salvage, ett dotterföretag till Royal Boskalis Westminster NV, anlitades samma dag för uppdraget att få fartyget loss. Den 26 mars informerade räddningsföretaget om att det fanns två planer för att få fartyget loss. Den första planen skulle vara att med hjälp av en tidvattenhöjning på 40–50 centimeter, utgrävning och muddring, samt med förstärkt bogserbåtsdrag, dra loss fartyget under de närmaste dagarna. Den alternativa planen var att med en ditflyttad containerkran först lyfta av uppemot 600 containrar från förskeppet och sedan dra loss fartyget. En 60 meter hög containerkran på läktare skulle behövas för detta.
Under lördagen den 27 mars lyckades räddningsteamen för första gången rubba fartyget och vrida det 30 grader, även om fartyget fortfarande stod kvar på grund. Då hade 20 tusen ton sand muddrats och grävts bort, och operationen underlättats av högre vattenstånd. 14 bogserbåtar hade satts in för att dra och putta på M/V Ever Given. Vid denna tidpunkt fanns fler än 300 båtar i kö utanför kanalens ändpunkter och i Bittersjöarna, och många fartyg hade ställt om sin kurs för att runda Afrika. För en seglats mellan Taiwan och Rotterdam skulle detta betyda en ökning av sträckan med 3 500 nautiska mil och en ökning av resan med 8,5 dagar, från 25,5 dagar till 34 dagar, givet en medelfart på 16,43 knop.
Söndagen den 28 mars anslöt två kraftigare bogserbåtar, den nederländska ALP Maritime Services högsjöbogserare/ankarhanteringsfartyg, det 74 meter långa Alp Guard med ett pollaredrag på 385 ton, och den något mindre, 71 meter långa, Maridive 703. Vid högvatten natten till måndagen drog dessa två Ever Given ytterligare ut något och i en mindre vinkel mot den östra kanalbanken.. På morgonen anlände den kraftiga maltesiska Augustea Groups högsjöbogserare/ankarhanteringsfartyg Carlo Magno med ett pollaredrag på 153 ton och avlöste Maridive 703.
Fartyget kom slutligen loss vid högvatten under eftermiddagen måndagen den 29 mars och kunde för egen maskin segla till Stora Bittersjön för att komma ur farleden och undergå teknisk inspektion för fortsatt färd. De första fartygen startade omkring 16:20 UTC, efter det att Ever Given nått dit, söderut från Stora Bittersjön mot Röda havet och ungefär samtidigt formerades den första södergående konvojen från kanalens norra ända i Medelhavet utanför Port Said.
Containerfartyget Mærsk Denver, som låg närmast efter Ever Given vid olyckstillfället den 23 mars, kom ut i Medelhavet strax före klockan 16:00 UTC den 30 mars, i den första konvojen norrut.

## Efterspel
Fartygets ägare Shoe Kisen deklarerade den 1 april Gemensamt haveri, vilket innebär att befraktarna måste vara med och betala för åtgärderna att bärga fartyget. Liverpoolfirman Richards Hogg Lindley Ltd utsågs till dispaschör. Senast föregående gång som Gemensamt haveri hade deklarerats var efter brand ombord på Maersk Honam 2018. Åtgärden innebar att lastägarna fick skyldighet att erlägga belopp till en skadefond, innan de fick rätt att få ut sin last.

## Bildgalleri

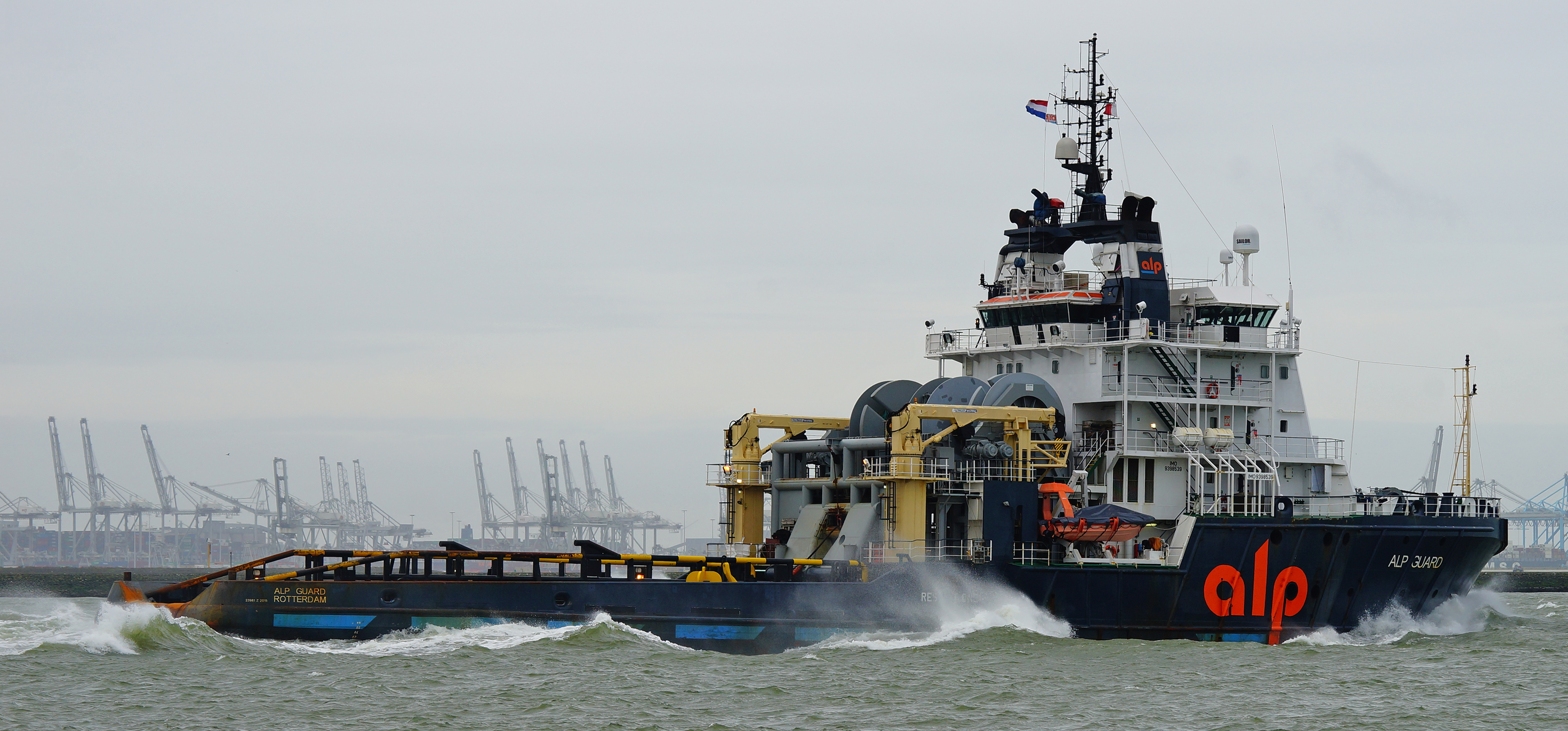
Alp Guard, pollaredrag: 385 ton
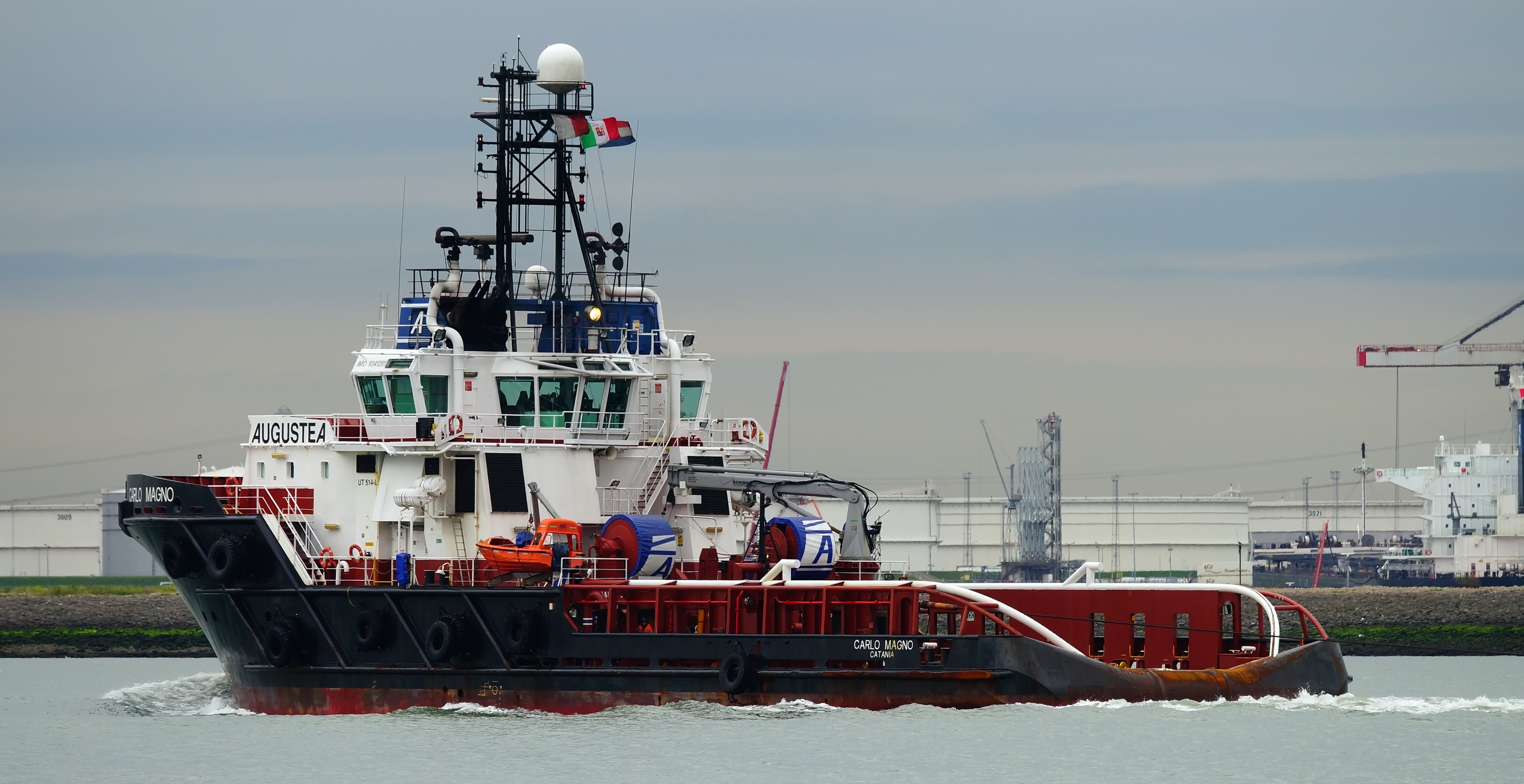
Carlo Magno, pollaredrag: 153 ton